# 1357년

## 연호
- 원(元) 지정(至正) 17년
- 일본(日本) 남조(南朝) 쇼헤이(正平) 12년
- 일본(日本) 북조(北朝) 엔분(延文) 2년
- 쩐 왕조(陳朝) 티에우퐁(紹豊) 17년

## 기년
- 원(元) 혜종(惠宗) 25년
- 고려(高麗) 공민왕(恭愍王) 6년
- 쩐 왕조(陳朝) 유종(裕宗) 17년

## 사건
- 킵차크 한국이 추판 왕조를 멸망시킴
- 무자파르 왕조가 인주 왕조를 멸망시킴

## 탄생
- 조선 2대 국왕 정종

## 사망
- 추판 왕조의 마지막 지배자 마렉 아시라프
- 인주 왕조의 마지막 지배자 아부 이샤크